# Герой за викликом
«Герой за викликом» (рос. Герой по вызову) — російський детективно-кримінальний телесеріал-бойовик режисеру Ганни Зайцевої та виробництва каналу «НТВ», виходив на каналі з 15 по 19 червня 2020 року. В головних ролях Євгеній Міллер та Кристина Асмус.
Зйомки почались ще в 2018—2019 роках та закінчились в 2019 році, а офіційна прем'єра вийшла в 2020 році, вийшов 1 сезон — 10 серій за декілька днів трансляції на каналі.

## Сюжет
У центрі сюжету — Іван Лутошин, лікар-невролог за професією та невдаха за життя.
Він дізнається, що у нього неоперабельна пухлина мозку, і йому залишилося жити півроку. Він вирішує накласти на себе руки — напившись, виходить на швидкісну трасу і встає на смузі.
Але машина встигає виправити з дороги. За кермом — оперуповноважений поліції Туманов — дізнавшись про проблему випадкового знайомого, він пропонує йому взяти участь у смертельно небезпечних операціях із упіймання бандитів — якщо вб'ють, то хоча б недаремно.
Через деякий час Лутошин дізнається, що пухлина уповільнила зростання. Він робить цікавий висновок — пухлина перестає зростати, як тільки виникає реальна загроза життю, пов'язана за допомогою людей, що потрапили в біду.
В останній 10 серії йому в голову потрапляє куля, але він в лікарні наприкінці серії залишається в живих.

## В ролях
- Євгеній Міллер — Іван Лутошин, лікар-невролог, хворий пухлиною мозку
- Кристина Асмус — Єлізавета Андріївна Леонова, слідувач милиції

## Інформація про 2 сезон
В інтернеті з'явилась інформація про те, коли вийде 2 сезон серіалу, також ще вказано, що він відбудеться літом 2021 року, але так і не вийшов, про нього поки ще нічого невідомо, але його будуть колись знімати.